# هومبيرتو بيزارو
هومبيرتو بيزارو هو لاعب كرة قدم ومدرب كرة قدم إكوادوري، ولد في 1967 في Ventanas ‏ في الإكوادور.